# Henri, Prinț de Condé (1552–1588)
Henri de Bourbon-Condé (n. 29 decembrie 1552, La Ferté-sous-Jouarre⁠(d), Île-de-France, Franța – d. 5 martie 1588, Saint-Jean-d'Angély, Poitou-Charentes, Franța) a fost prinț francez de sânge și general huguenot ca și proeminentul său tată, Ludovic I de Bourbon.

## Biografie
Henri a fiul fiul cel mare a lui Ludovic de Bourbon-Condé și a primei soții a acestuia, Eléanor de Roucy de Roye. Din cei opt copii ai familiei doar el și fratele său François, Prinț de Conti au avut urmași. A fost verișor primar cu regele Henric al  IV-lea al Franței.
S-a căsătorit de două ori, prima dată cu verișoara lui primară, Marie de Cleves. Mama ei era sora tatălui său. Marie a fost o mare frumusețe, și se presupune că regele Henric al III-lea al Franței a avut planuri de a rupe căsătoria lor, cu scopul de a se căsători el însuși cu ea, însă Marie a murit de complicații la naștere înainte de a putea face acest lucru. Cu Marie, Henri a avut un copil:
- Catherine (1574–1595), marchiză d'Isles

A doua oară, Henri s-a căsătorit cu Charlotte Catherine de La Tremoille (1568–1629), fiica lui Louis III de La Trémoille și nepoata lui Anne de Montmorency. Împreună au avut doi copii:
- Eleanor (1587–1619), căsătorită în 1606 cu Philip Willem, Prinț de Orania
- Henric II (1588–1646), Prinț de Condé

1. ↑  Autoritatea BnF, accesat în 10 octombrie 2015